# Alorarchipel
De Alorarchipel (Indonesisch: Kabupaten Alor) is een Indonesische eilandengroep, onderdeel van de Kleine Soenda-eilanden, met als grootste eiland Alor.
Andere eilanden in de archipel zijn Pantar (het op een na grootste eiland), Kepa, Buaya, Ternate (Alor) (niet te verwarren met het eiland Ternate in de provincie Noord-Molukken), Pura en Tereweng.
Bestuurlijk valt de eilandengroep onder de provincie Oost-Nusa Tenggara.
Ten oosten van de archipel bevindt zich de Straat Ombai en de ten westen de Straat Alor, die de scheiding vormt met de Solorarchipel.